# Friedrich Ludwig (Pfalz-Zweibrücken-Landsberg)

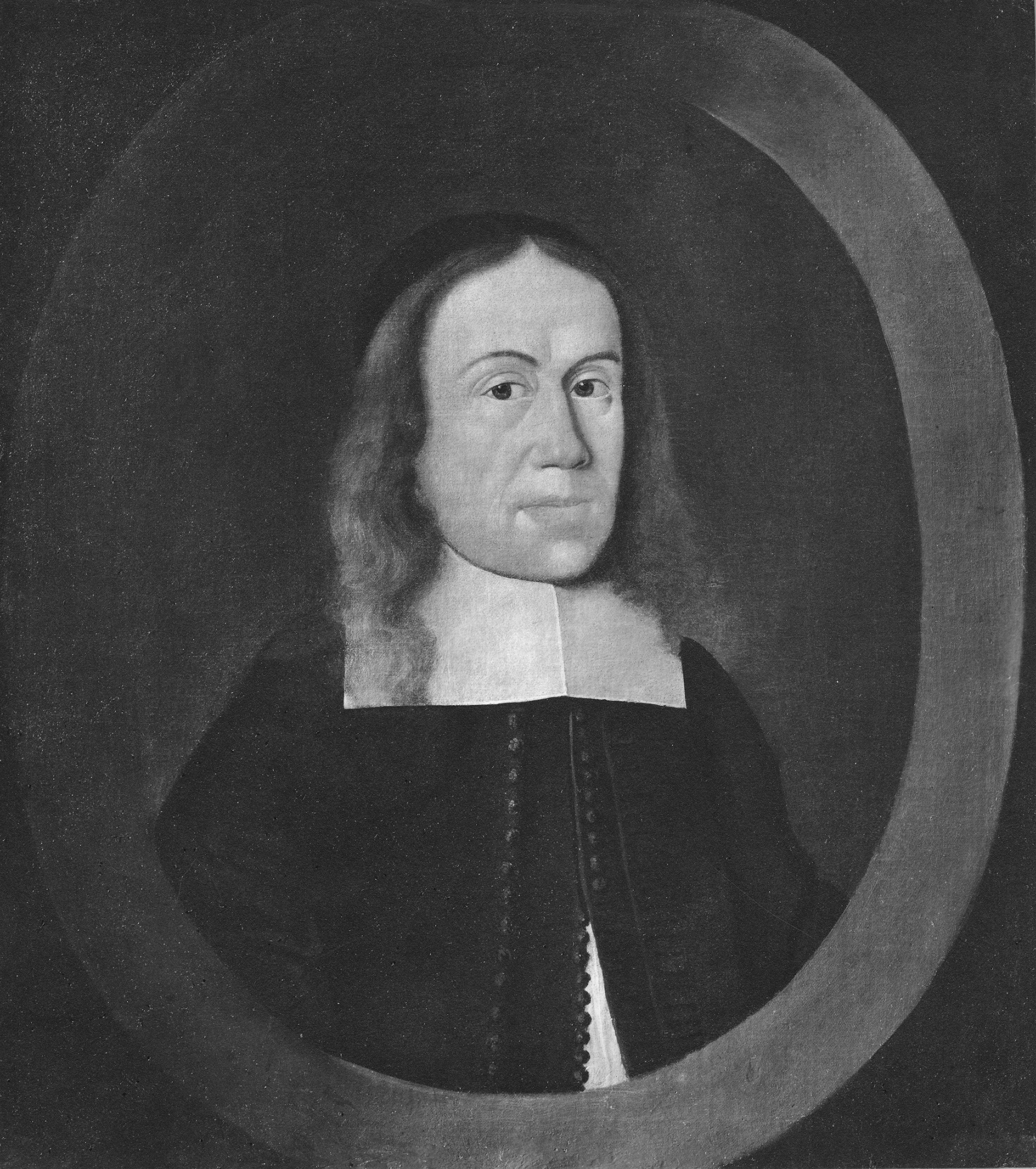
Herzog Friedrich Ludwig von Pfalz-Zweibrücken

Friedrich Ludwig von Pfalz-Zweibrücken-Landsberg (* 27. Oktober 1619 in Heidelberg; † 11. April 1681 in Landsberg) war seit 1645 Herzog von Pfalz-Landsberg und erbte 1661 zudem Pfalz-Zweibrücken. Er war der Letzte der Landsberger Linie der Wittelsbacher.

## Leben
Friedrich Ludwig übernahm sein Amt zu einer Zeit, da infolge der Wirren des Dreißigjährigen Krieges Verwaltung und Infrastruktur im Herzogtum in einem desolaten Zustand waren. In begrenztem Umfang trug er durch Wiederaufbaumaßnahmen, Gebietsneuordnungen und die Förderung von Gewerbe zur Stabilisierung der Lage bei.
Im Rahmen der Reunionspolitik Ludwigs XIV. wurde er vor die Reunionskammer Metz bestellt und sollte dem französischen König den Lehenseid leisten. Da er dies verweigerte, besetzten die Franzosen 1680 Zweibrücken. Ein Jahr darauf starb er gramgebeugt in seiner Burg auf dem Moschellandsberg.
Da bei seinem Tod die männlichen Nachkommen aus erster Ehe alle gestorben waren und für die Kinder aus der morganatischen Ehe kein Erbfolgeanspruch bestand, fiel Pfalz-Zweibrücken durch den Erbantritt Karl I. an Schweden.
Friedrich Ludwig ist in der Schlosskirche in Meisenheim beigesetzt.

## Nachkommen
Friedrich war der Sohn von Friedrich Kasimir von Pfalz-Landsberg und Prinzessin Amalie von Nassau. 1645 heiratete er Juliane Magdalena von Pfalz-Zweibrücken (1621–1672), Tochter von Johann II. von Zweibrücken. Er hatte mit ihr dreizehn Kinder:
1. Karl Friedrich (1646–1646)
2. Wilhelm Ludwig, Erbprinz (1648–1675)
⚭ 14. November 1672 Charlotte Friederike von Pfalz-Zweibrücken (1653–1712), Tochter von Friedrich
3. Tochter, Pfalzgräfin (1648–1649)
4. Sohn, Pfalzgraf (1650–1650)
5. Gustav Johann (1651–1652)
6. Tochter, Pfalzgräfin (1652–1652)
7. Charlotte Amalie (1653–1707) ⚭ 24. Juli 1678 Johann Philipp, Graf von Isenburg-Offenbach (1655–1718)
8. Luisa Magdalena (1654–1672)
9. Marie Sophie (1655–1659)
10. Elisabeth Christine (1656–1707)
⚭ 7. August 1678 Emich XIV., Graf von Leiningen (1649–1684)
⚭ 22. Dezember 1692 Christoph Friedrich, Burggraf und Graf zu Dohna-Lauck (1652–1734)
11. Karl Kasimir (1658–1673)
12. Juliana Eleonore (1661–1662)
13. Johann, Pfalzgraf (1662–1665)

Sogleich nach Juliane Magdalenas Tod im Jahre 1672 ging Friedrich Ludwig eine Morganatische Ehe mit Maria Elisabeth Hepp (1635–1722) ein. Die fünf Kinder aus dieser Ehe wurden als „Freiherren von Fürstenwärther und Burgsassen zu Odenbach“ geadelt:
1. Wilhelm Friedrich (1673–1732)
2. Karl Aemilius (1674–1758) → seine Enkel waren der österreichische Feldmarschallleutnant Friedrich Karl von Fürstenwärther (1769–1856) und dessen Zwillingsbruder, der bayerische Offizier Leopold von Fürstenwärther (1769–1839)
⚭ Sophie Juliane von Kellerbach († 31. August 1715)
⚭ Elisabeth Dorothea von Steincallenfels († 21. April 1758)
3. Ludwig Philipp (1676–1724)
4. Sohn (1677–1677)
5. Maria Elisabetha (1679–1680/1681)